# Colonia San Martín, Puebla
Colonia San Martín är en ort i Mexiko.   Den ligger i kommunen Zapotitlán och delstaten Puebla, i den sydöstra delen av landet, 210 km sydost om huvudstaden Mexico City. Colonia San Martín ligger 1 668 meter över havet och antalet invånare är 317.
Terrängen runt Colonia San Martín är kuperad. Runt Colonia San Martín är det glesbefolkat, med 9 invånare per kvadratkilometer. Närmaste större samhälle är Zaragoza, 10,0 km sydost om Colonia San Martín. Trakten runt Colonia San Martín består i huvudsak av gräsmarker.